# José de Sousa Carrusca
José de Sousa Carrusca (1889-1973) foi um jurista, militar e deputado português nascido em São Brás de Alportel, distrito de Faro. Provindo duma família humilde, ingressou no curso de Letras na Faculdade de Letras de Lisboa, onde foi aluno de Teófilo Braga.

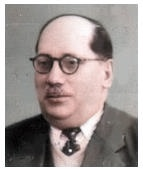
José de Sousa Carrusca enquanto deputado na Assembleia Nacional

Chamado a fazer parte do Corpo Expedicionário Português (CEP) em 1918, onde foi alferes, foi capturado na sequência da Batalha de La Lys, tendo circulado como prisioneiro entre os campos de Karlsruhe e Luchtemberg. Libertado após o armistício que pôs fim à Primeira Guerra, deixou a vida militar para exercer advocacia, mantendo no entanto o contacto com a recém-criada Liga dos Combatentes da Grande Guerra, vindo a dirigir o orgão de comunicação social da organização, a revista "A Guerra" a qual se iniciou em 1926, do qual foi o primeiro director, primando pela defesa dos interesse dos veteranos e politraumatizados da Grande Guerra, que buscavam o justo reconhecimento do seu serviço. Com o golpe do 28 de Maio de 1926 e a declaração de fidelidade ao líder revoltoso Gomes da Costa, que havia sido comandante do CEP na Grande Guerra, é afastado da direcção da revista após o afastamento de Gomes da Costa dos cargos de topo do estado. Vai-se então dedicar à advocacia e ao ensino, sendo professor no Liceu Camões, com várias obras registadas. Vai regressar à vida política em 1957 como deputado nas VII e VIII legislaturas da então Assembleia Nacional, sendo eleito para a Câmara Corporativa para procurador do Grémio de Produtos de Cortiça da Região Centro na Câmara Corporativa do parlamento.
Faleceu em Lisboa em 1973, sendo homenageado com a atribuição do seu nome a uma rua em Faro.